# NGC 1118
NGC 1118 é uma galáxia lenticular (S0) localizada na direcção da constelação de Eridanus. Possui uma declinação de -12° 09' 50" e uma ascensão recta de 2 horas, 49 minutos e 58,7 segundos.
A galáxia NGC 1118 foi descoberta em 1 de Novembro de 1886 por Lewis A. Swift.